# Credito Artigiano
Credito Artigiano — итальянский банк, входящий в состав банковской группы Credito Valtellinese.

## История
Банк Credito Artigiano был основан в 1946 году в Милане Джузеппе Висмара. В 1995 году банк вошёл в состав банковской группы Credito Valtellinese.
С 14 июля 1999 года Credito Artigiano стал котироваться на Итальянской фондовой бирже.